# Gwon Han-na
Gwon Han-na (* 22. November 1989 in Seoul, Südkorea) ist eine südkoreanische Handballspielerin, die mehrere Jahre dem Kader der südkoreanischen Nationalmannschaft angehörte. Sie erzielte mindestens 236 Treffer in mindestens 82 Länderspielen.

## Karriere
Gwon spielte anfangs beim südkoreanischen Verein Seoul City Hall und wechselte später zu Busan Infrastructure Corporation. Im Januar 2021 warf Gwon Han-na als erste Spielerin in der höchsten koreanischen Liga ihr eintausendes Tor. Im November desselben Jahres schloss sie sich der südkoreanischen Mannschaft SK Sugar Gliders an. Nachdem Gwon Han-na später wieder zu Seoul City Hall zurückgekehrt war, erzielte sie im Januar 2024 als erste Spielerin den 1300 Treffer in der höchsten koreanischen Spielklasse. Im Jahr 2024 kehrte sie zu Busan Infrastructure Corporation zurück.
Im Jahre 2008 gewann sie mit der südkoreanischen Juniorinnen-Auswahl die Bronzemedaille bei der U-20-Weltmeisterschaft. Weiterhin wurde sie zum MVP des Turniers sowie zur besten Spielerin auf der Position Rückraum Mitte gewählt. Im selben Jahr gab sie ihr Debüt in der A-Nationalmannschaft. Ein Jahr später wurde sie in einer Partie bei der Weltmeisterschaft eingesetzt. Als Nächstes nahm die Rechtshänderin mit der südkoreanischen Auswahl an den Olympischen Spielen 2012 in London teil und belegte dort den vierten Platz. Im Turnierverlauf erzielte sie insgesamt 29 Treffer. Im darauffolgenden Jahr nahm sie erneut an der Weltmeisterschaft teil. Bei den Asienspielen 2014 gewann sie die Goldmedaille. Weiterhin nahm sie an den Olympischen Spielen 2016 in Rio de Janeiro teil. 2017 gewann sie die Asienmeisterschaft. Gwon nahm an der Weltmeisterschaft 2017 teil, bei der sie sich im Auftaktspiel nach wenigen Minuten schwer verletzte.